# Gaiadendron punctatum
Gaiadendron punctatum är en tvåhjärtbladig växtart som först beskrevs av R. & P., och fick sitt nu gällande namn av George Don jr. Gaiadendron punctatum ingår i släktet Gaiadendron och familjen Loranthaceae. Inga underarter finns listade i Catalogue of Life.